# Кітімет
Кітімет (англ. Kitimat) — окружний муніципалітет в Канаді, в провінції Британська Колумбія, у складі регіонального округу Кітімат-Стекін.

## Населення
За даними перепису 2016 року, окружний муніципалітет нараховував 8131 особу, показавши скорочення на 2,4 %, порівняно з 2011 роком. Середня густина населення становила 33,9 осіб/км².
З офіційних мов обома одночасно володіли 635 жителів, тільки англійською — 7 360, тільки французькою — 25, а 50 — жодною з них. Усього 1345 осіб вважали рідною мовою не одну з офіційних, з них 20 — одну з корінних мов, а 10 — українську.
Працездатне населення становило 62,9 % усього населення, рівень безробіття — 12,5 % (12,2 % серед чоловіків та 13,5 % серед жінок). 91,6 % осіб були найманими працівниками, а 6,5 % — самозайнятими.
Середній дохід на особу становив $58 180 (медіана $46 316), при цьому для чоловіків — $75 767, а для жінок $38 598 (медіани — $63 565 та $30 544 відповідно).
32 % мешканців мали закінчену шкільну освіту, не мали закінченої шкільної освіти — 20,4 %, 47,6 % мали післяшкільну освіту, з яких 22 % мали диплом бакалавра, або вищий, 10 осіб мали науковий ступінь.
| Статево-вікова структура населення | Статево-вікова структура населення | Статево-вікова структура населення | Статево-вікова структура населення | Статево-вікова структура населення |
| ---------------------------------- | ---------------------------------- | ---------------------------------- | ---------------------------------- | ---------------------------------- |
|                                    |                                    |                                    |                                    |                                    |
| Всього                             | Всього                             | 51,7 %48,3 %                       |                                    |                                    |
| 0 — 14 років                       | 0 — 14 років                       |                                    | 16,3 %                             | 16,3 %                             |
| 15 — 64 років                      | 15 — 64 років                      |                                    | 67,8 %                             | 67,8 %                             |
| 65 і більше                        | 65 і більше                        |                                    | 15,9 %                             | 15,9 %                             |
| 85 і більше                        | 85 і більше                        |                                    | 1,4 %                              | 1,4 %                              |
| Середній вік (років)               | Середній вік (років)               | 40,941,8                           | 41,4                               | 41,4                               |
| Медіана (років)                    | Медіана (років)                    | 42,643,3                           | 43,0                               | 43,0                               |
| — чоловіки — жінки                 |                                    |                                    |                                    |                                    |

| Походження мешканців:     | Походження мешканців:     | Походження мешканців: | Походження мешканців: | Походження мешканців: |
| ------------------------- | ------------------------- | --------------------- | --------------------- | --------------------- |
| Походження                |                           |                       | осіб                  | %                     |
| Корінні американці        | Корінні американці        |                       | 965                   | 11.99%                |
| Інше північноамериканське | Інше північноамериканське |                       | 2 315                 | 28.76%                |
| Європейське               | Європейське               |                       | 6 305                 | 78.32%                |
| британське                | британське                |                       | 3 685                 | 45.78%                |
| французьке                | французьке                |                       | 865                   | 10.75%                |
| українське                | українське                |                       | 440                   | 5.47%                 |
| Латинськоамериканське     | Латинськоамериканське     |                       | 155                   | 1.93%                 |
| Карибське                 | Карибське                 |                       | 60                    | 0.75%                 |
| Африканське               | Африканське               |                       | 75                    | 0.93%                 |
| Азійське                  | Азійське                  |                       | 465                   | 5.78%                 |
| Океанійське               | Океанійське               |                       | 75                    | 0.93%                 |

| Зайнятість населення за галузями (за класифікацією NOC): | Зайнятість населення за галузями (за класифікацією NOC): | Зайнятість населення за галузями (за класифікацією NOC): | Зайнятість населення за галузями (за класифікацією NOC): | Зайнятість населення за галузями (за класифікацією NOC): |
| -------------------------------------------------------- | -------------------------------------------------------- | -------------------------------------------------------- | -------------------------------------------------------- | -------------------------------------------------------- |
|                                                          |                                                          |                                                          |                                                          |                                                          |
| Управління                                               | Управління                                               |                                                          | 8,2 %                                                    | 8,2 %                                                    |
| Бізнес, фінанси та адміністрування                       | Бізнес, фінанси та адміністрування                       |                                                          | 12,9 %                                                   | 12,9 %                                                   |
| Природничі та прикладні науки                            | Природничі та прикладні науки                            |                                                          | 6,5 %                                                    | 6,5 %                                                    |
| Охорона здоров'я                                         | Охорона здоров'я                                         |                                                          | 4,1 %                                                    | 4,1 %                                                    |
| Освіта, правозахист, муніципальні та урядові служби      | Освіта, правозахист, муніципальні та урядові служби      |                                                          | 8,8 %                                                    | 8,8 %                                                    |
| Мистецтво, культура, відпочинок та спорт                 | Мистецтво, культура, відпочинок та спорт                 |                                                          | 1,3 %                                                    | 1,3 %                                                    |
| Роздрібна торгівля та послуги                            | Роздрібна торгівля та послуги                            |                                                          | 19,4 %                                                   | 19,4 %                                                   |
| Гуртова торгівля, транспорт та обладнання                | Гуртова торгівля, транспорт та обладнання                |                                                          | 27,5 %                                                   | 27,5 %                                                   |
| Природні ресурси, сільське господарство                  | Природні ресурси, сільське господарство                  |                                                          | 1,4 %                                                    | 1,4 %                                                    |
| Виробництво                                              | Виробництво                                              |                                                          | 9,9 %                                                    | 9,9 %                                                    |

## Клімат
Громада знаходиться у зоні, котра характеризується вологим континентальним кліматом з теплим літом. Найтепліший місяць — липень з середньою температурою 17.2 °C (62.9 °F). Найхолодніший місяць — січень, з середньою температурою -0.9 °С (30.3 °F).
| Клімат Кітімета         | Клімат Кітімета | Клімат Кітімета | Клімат Кітімета | Клімат Кітімета | Клімат Кітімета | Клімат Кітімета | Клімат Кітімета | Клімат Кітімета | Клімат Кітімета | Клімат Кітімета | Клімат Кітімета | Клімат Кітімета | Клімат Кітімета |
| Показник                | Січ.            | Лют.            | Бер.            | Квіт.           | Трав.           | Черв.           | Лип.            | Серп.           | Вер.            | Жовт.           | Лист.           | Груд.           | Рік             |
| Абсолютний максимум, °C | 11              | 12              | 19,5            | 29              | 35,5            | 36              | 36              | 36,7            | 33,3            | 22              | 15,5            | 12,5            | 36,7            |
| Середній максимум, °C   | 1,4             | 3,7             | 7,4             | 12              | 16,5            | 19,8            | 22              | 21,9            | 17,3            | 10,8            | 4,7             | 2               | 11,6            |
| Середня температура, °C | −0,9            | 0,9             | 3,8             | 7,3             | 11,2            | 14,9            | 17,1            | 17,1            | 13,2            | 7,9             | 2,4             | −0,2            | 7,9             |
| Середній мінімум, °C    | −3,3            | −2              | 0,2             | 2,6             | 5,9             | 9,8             | 12,2            | 12,2            | 9               | 4,9             | 0,1             | −2,4            | 4,1             |
| Абсолютний мінімум, °C  | −23,3           | −18,9           | −17             | −7,8            | −2,2            | 0,5             | 2,8             | 2,8             | 0               | −12,5           | −23             | −26             | −26             |
| Норма опадів, мм        | 390.6           | 257.8           | 216.8           | 168.9           | 104.2           | 81.6            | 61.3            | 100.6           | 210.9           | 393.8           | 407.1           | 381.1           | 2774.6          |
| Днів з опадами          | 18,1            | 16,5            | 19              | 17,6            | 16,6            | 15,4            | 14              | 13,2            | 16,8            | 23              | 21,8            | 20,1            | 212             |
| Днів з дощем            | 15,7            | 12,9            | 18,3            | 17,4            | 16,7            | 15,3            | 14,1            | 14,2            | 17,3            | 22,4            | 20,7            | 16,4            | 201,2           |
| Днів зі снігом          | 9,5             | 7               | 4,1             | 0,9             | 0               | 0               | 0               | 0               | 0               | 0,5             | 5,4             | 9,6             | 37              |
| ----------------------- | --------------- | --------------- | --------------- | --------------- | --------------- | --------------- | --------------- | --------------- | --------------- | --------------- | --------------- | --------------- | --------------- |
| Джерело: Weatherbase    |                 |                 |                 |                 |                 |                 |                 |                 |                 |                 |                 |                 |                 |